# Tunnel di Capo Nord
Il tunnel di Capo Nord (in norvegese: Nordkapptunnelen) è un tunnel sottomarino che collega l'isola di Magerøya alla terraferma, in Norvegia. Il tunnel venne costruito tra il 1993 e il 1999; è lungo 6.875 metri e raggiunge una profondità di 212 metri sotto il livello del mare, con una pendenza del 9%.
Dall'anno della sua ultimazione, il tunnel sostituisce in gran parte il vecchio servizio di traghetti, che unisce tuttora Kåfjord, sulla terraferma, a Honningsvåg, sull'isola.
Come è facile intuire, il tunnel prende il nome dal vicino e famoso promontorio di Capo Nord. Il  Nordkapptunnelen fa parte della strada europea E69.
Dal luglio 2012  il tunnel non è più a pagamento; in precedenza, la stazione era posta all'imbocco dell'isola Magerøya.
- Coordinate dell'estremità meridionale: 70°53′30″N 25°41′00″E
- Coordinate dell'estremità settentrionale: 70°57′00″N 25°42′20″E